# 飞翔蝙蝠
《飞翔蝙蝠》是由Iguana Entertainment开发的由Sunsoft发行的1993年的视频游戏。它是为超级任天堂和Mega Drive发布的。

## 起源
Aero，一个红色的人形蝙蝠，由大卫·西勒，生产和设计师《古惑狼》（英语：Crash Bandicoot）和《马克西莫：幽灵的荣耀》（英语：Maximo: Ghosts to Glory）。他的灵感来自于“吉祥物态度”的趋势，在1991年推出世嘉的吉祥物刺猬索尼克之后是很常见的。

## 情节
Aero的作品和生活在“游戏世界的马戏团”。他必须捍卫和保存马戏团从一个邪恶的工业家和小丑称为埃德加·艾克。

## 游戏
水平以典型的2D平台风格进行。 为了清除它们，玩家必须完成某些任务，以便可以揭示出口扭曲。这些任务包括穿过篮球，踩踏平台，直到他们消失，骑过马路等。有4个世界，每个级别有5个级别，水平很大，其中许多包含尴尬定位的尖峰，立即杀死。

## 接待
《飞翔蝙蝠》获得《电子游戏月刊》1993年最佳新角色奖。